# Bataille de Labuan
Vous lisez un « article de qualité » labellisé en 2017.
Seconde Guerre mondiale
Batailles
Campagne de Bornéo (1945)
- Tarakan
- Bornéo du Nord
- Labuan
- Balikpapan

La bataille de Labuan oppose les forces australiennes et japonaises durant la campagne de Bornéo lors de la Seconde Guerre mondiale. Elle se déroule du 10 au 21 juin 1945 en Malaisie sur l’île de Labuan et s’inscrit dans le cadre de l'invasion australienne du Nord de Bornéo. Engagée sur l'initiative des forces alliées, elle a pour but de prendre le contrôle de la baie de Brunei, base de soutien stratégique pour de futures offensives sur l'île de Bornéo.
Après plusieurs semaines d'attaques aériennes et un court bombardement naval, des soldats de la 24e brigade australienne débarquent depuis des navires américains et australiens sur Labuan le 10 juin. Les Australiens s'emparent rapidement du port de l'île et de l'aérodrome principal. La garnison japonaise, en grande infériorité numérique, est principalement concentrée sur des positions fortifiées à l'intérieur de Labuan, et offre peu de résistance lors du débarquement. Les premières tentatives australiennes pour pénétrer la position japonaise dans les jours qui suivent l'invasion sont un échec alors que la région est soumise à un bombardement intense. Une force japonaise tente d'attaquer les positions alliées le 21 juin, mais elle est vaincue. Plus tard ce jour-là, les forces australiennes se lancent à l’assaut des positions japonaises. Les jours suivants, les patrouilles australiennes tuent ou capturent les troupes japonaises restantes sur l'île. Au total, 389 Japonais sont tués et onze sont faits prisonniers. Les Australiens comptent 34 tués.
Une fois l'île sécurisée, les forces alliées y installent une importante base militaire, reconstruisent les infrastructures — l'aérodrome est réparé et agrandi pour accueillir des unités de la Force aérienne royale australienne — et fournissent une assistance à des milliers de civils restés sans abri depuis les bombardements précédant l'invasion. Fin juin, la 24e brigade part reconquérir la rive orientale de la baie de Brunei.
Après la guerre, un grand cimetière de la Commonwealth War Graves Commission est établi sur Labuan.

## Contexte

### Guerre du Pacifique
Début 1945, les possessions territoriales japonaises en Malaisie et Indonésie demeurent importantes. Cependant, le pays est très affaibli, son industrie est surclassée par celle des États-Unis. Sa marine de guerre est à l'agonie après la perte de ses porte-avions et de la majeure partie de ses navires de guerre encore à flot lors de la bataille du golfe de Leyte, « la plus grande et la plus décisive bataille navale de tous les temps »,. Les bombardiers américains commencent à anéantir les villes japonaises sans rencontrer de véritable opposition.

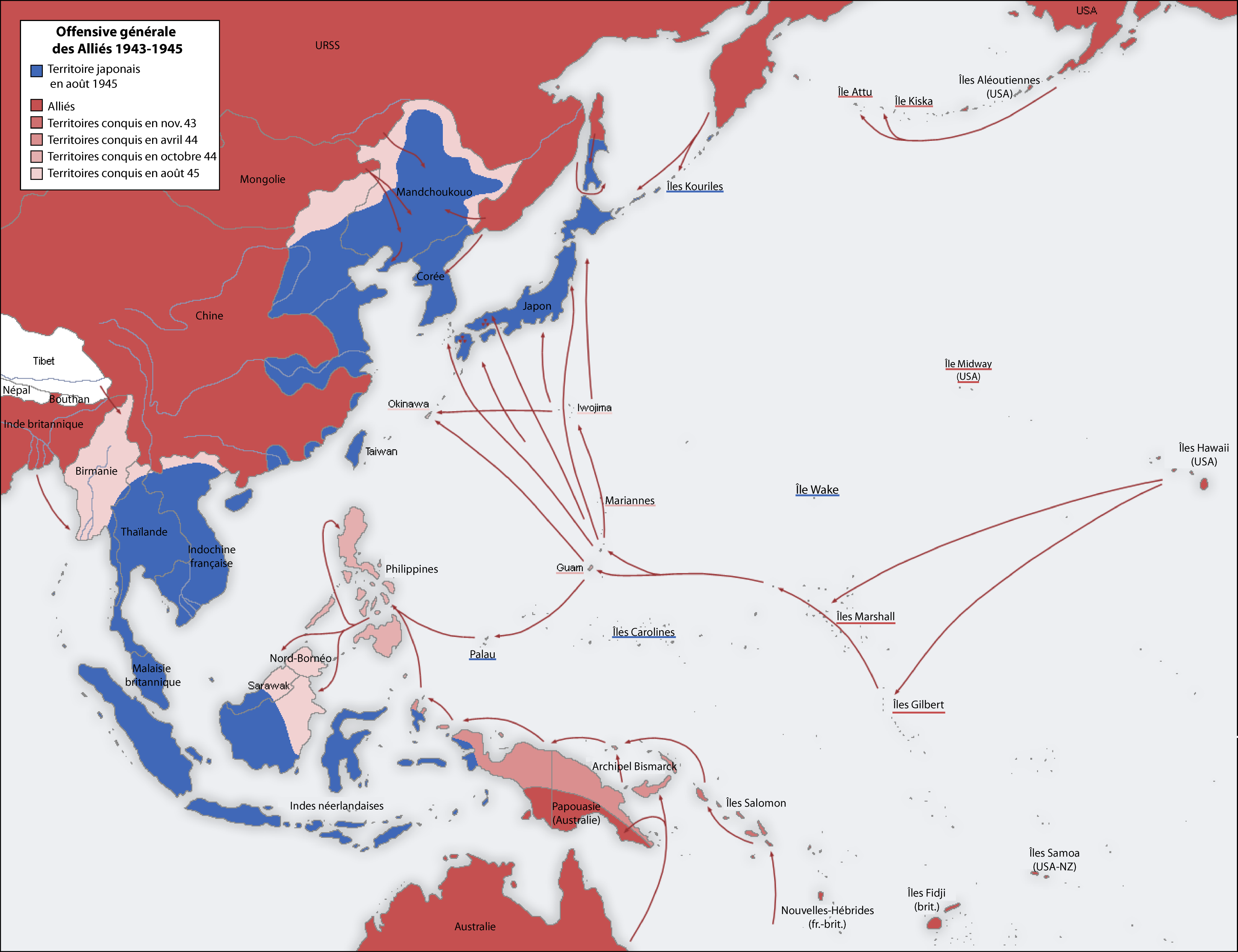
Offensives des Alliés dans le Pacifique (1943-1945).

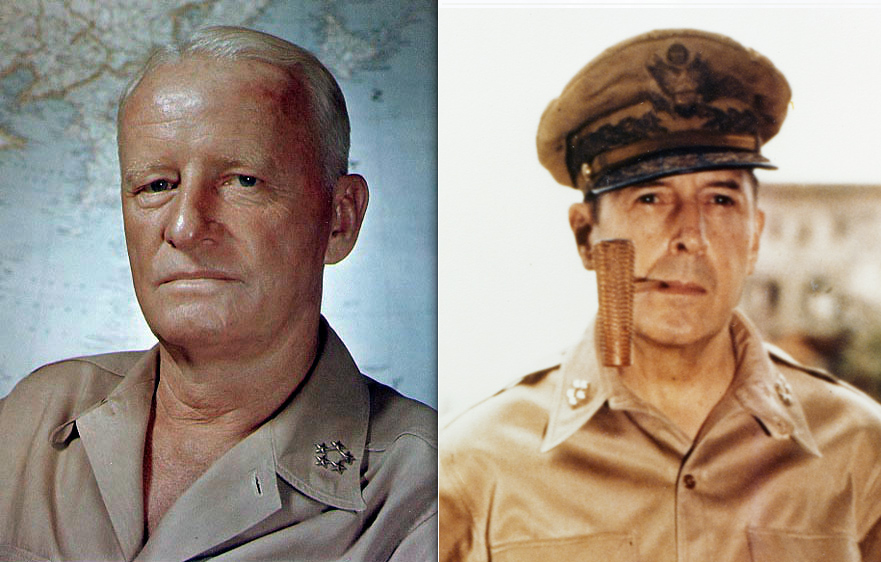
L'amiral Nimitz et le général MacArthur en 1945.

Afin d’établir des bases militaires plus proches du Japon, les Américains hésitent entre deux options. La conquête de la colonie japonaise de Formose, située dans le prolongement direct de l'archipel nippon, au nord des Philippines, est préférée par l'amiral Nimitz, commandant en chef de la Pacific Ocean Areas (POA) ; mais le général MacArthur, commandant en chef de la South West Pacific Area (SWPA) et se voulant fidèle à sa promesse de 1942, veut reconquérir l'archipel philippin. L'île de Formose s'avérant solidement défendue par l'Armée impériale japonaise, c’est finalement la stratégie du général MacArthur qui remporte la faveur des Américains lors de la conférence de Québec en septembre 1944.
Des troupes américaines débarquent sur l'île de Leyte en octobre 1944 ; fin décembre, l'île est libérée après plusieurs mois de combats acharnés. La capitale des Philippines, sur l'île de Luçon, tombe le 3 mars 1945 à l'issue d'une bataille meurtrière d'un mois. L'armée japonaise en déroute se disperse dans la jungle où elle mène une guérilla contre les Américains et les Philippins. La reconquête des Philippines ne s'achève qu'avec la capitulation du Japon, le 2 septembre 1945.
Après les Philippines, les Alliés veulent reconquérir Bornéo. La libération de l’île est la dernière campagne d'envergure sur le théâtre du Pacifique. La prise de Bornéo doit priver le Japon notamment d'importantes ressources en pétrole,. Les forces alliées, principalement australiennes, prévoient de débarquer au nord et à l'est de l'île et notamment à Labuan,. Mais les prérequis à la compagne de Bornéo, et donc à une opération amphibie sur l’île, sont le contrôle du ciel et de la mer dans la zone. Le contrôle de la mer est globalement acquis depuis les victoires décisives de la flotte du Pacifique sur la Marine impériale japonaise lors de la bataille de la mer des Philippines en juin 1944 et de la bataille du Golfe de Leyte en octobre 1944. Pendant ce temps, les forces aériennes alliées de la SWPA repoussent les Japonais en Nouvelle-Guinée, aux Philippines et dans les Indes orientales néerlandaises. Au début de 1945, les Alliés disposent donc de la suprématie aérienne et maritime dans la région de Bornéo qui se retrouve isolée.

### Campagne de Bornéo

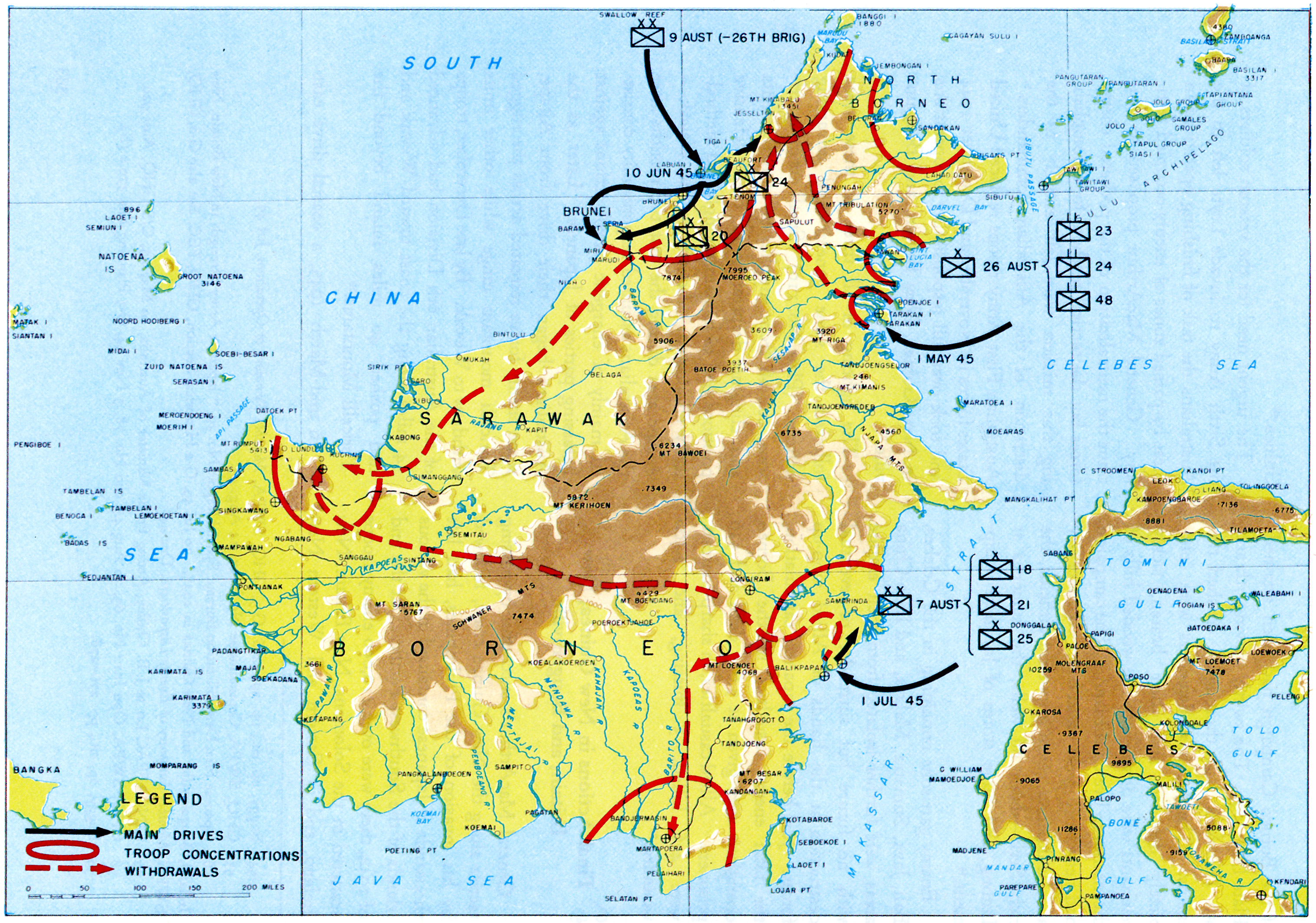
Carte montrant la campagne de Bornéo à la mi-1945. Labuan est au large de la côte nord-ouest de Bornéo.

La campagne de Bornéo est l'une des rares où les militaires australiens sont choisis pour assumer le commandement opérationnel lors de la Seconde Guerre mondiale. En mars 1945, le 1er corps de l’armée australienne, dont les principaux éléments de combat sont les 7e et 9e divisions d'infanterie, est chargé de la libération de Bornéo. La 7e division est commandée par le major-général Edward Milford et la 9e division par le major-général George Wootten. La planification de l'offensive est menée au cours des semaines suivantes. Initialement, l'invasion de la zone de la baie de Brunei ne fait pas partie des plans : cette opération est ajoutée début avril, après l’annulation d’un débarquement planifié sur Java. En effet, le 3 avril 1945, le Comité des chefs d’état-major interarmées (Joint Chiefs of Staff, le JCS) émet une directive à destination du général Douglas MacArthur, qui lui demande d'établir des plans pour reconquérir Bornéo avec les troupes australiennes. Dans la même directive, le JCS ordonne à MacArthur d'annuler ses plans pour libérer Java et d'occuper la baie de Brunei et Labuan immédiatement après Tarakan. Le but principal de l'attaque sur la baie de Brunei est d'installer une base pour la British Pacific Fleet (BPF), et de prendre le contrôle des champs pétrolifères et des plantations de caoutchoucs dans la région,. Avec Labuan qui doit accueillir une base aérienne, ces positions stratégiques doivent permettent aux Alliés de contrôler les eaux au large des côtes entre Singapour et Shanghai encore occupées par les Japonais .
Alors que la libération de la zone de Brunei est autorisée par le Comité des chefs d’état-major interarmées américain, elle n’est pas soutenue par le Comité des chefs d'état-major britannique. Ce dernier redoute que la flotte britannique du Pacifique ne soit écartée du théâtre principal des opérations au large du Japon et préfère établir une base pour sa flotte aux Philippines. Bien que l'état-major américain suggère que la baie de Brunei pourrait servir de base pour de futures opérations en Asie du Sud-Est, les Britanniques jugent que cela prendrait trop de temps pour y établir des installations militaires, d'autant plus que Singapour pourrait avoir été reprise le temps que ces dernières soient prêtes.

## Préparation

### Situation
Labuan est une île d’une superficie de 91 km2 qui ferme la baie de Brunei. Avant la guerre du Pacifique, elle fait partie des Établissements des détroits administrés par les Britanniques et compte une population de 8 960 âmes. Sur sa côte sud, la ville de Victoria rassemble 8 500 habitants et dispose d’installations portuaires. Mis à part les 1 400 m de plage situés juste à l'est de Victoria, la côte est ceinturée de coraux. Labuan est prise sans opposition le 3 janvier 1942 par les forces japonaises lors de l’invasion de Bornéo.
Des ouvriers enrôlés par les Japonais dans les régions continentales de Bornéo (depuis les régions de Lawas et Terusan) construisent deux aérodromes sur l'île : Labuan et Timbalai. La population de l'île est également soumise à des conditions d'occupation difficiles,. Après la répression japonaise d’une révolte dirigée par des Suluk et des Chinois dans la ville de Jesselton à la fin de l'année 1943, 131 rebelles sont maintenus captifs sur Labuan. Seuls neuf rebelles qui ont survécu sont finalement libérés par les forces australiennes en 1944. Jusqu'à la mi-1944, quelques unités de combat japonaises demeurent stationnées à Bornéo.

### Planification et préparatifs alliés

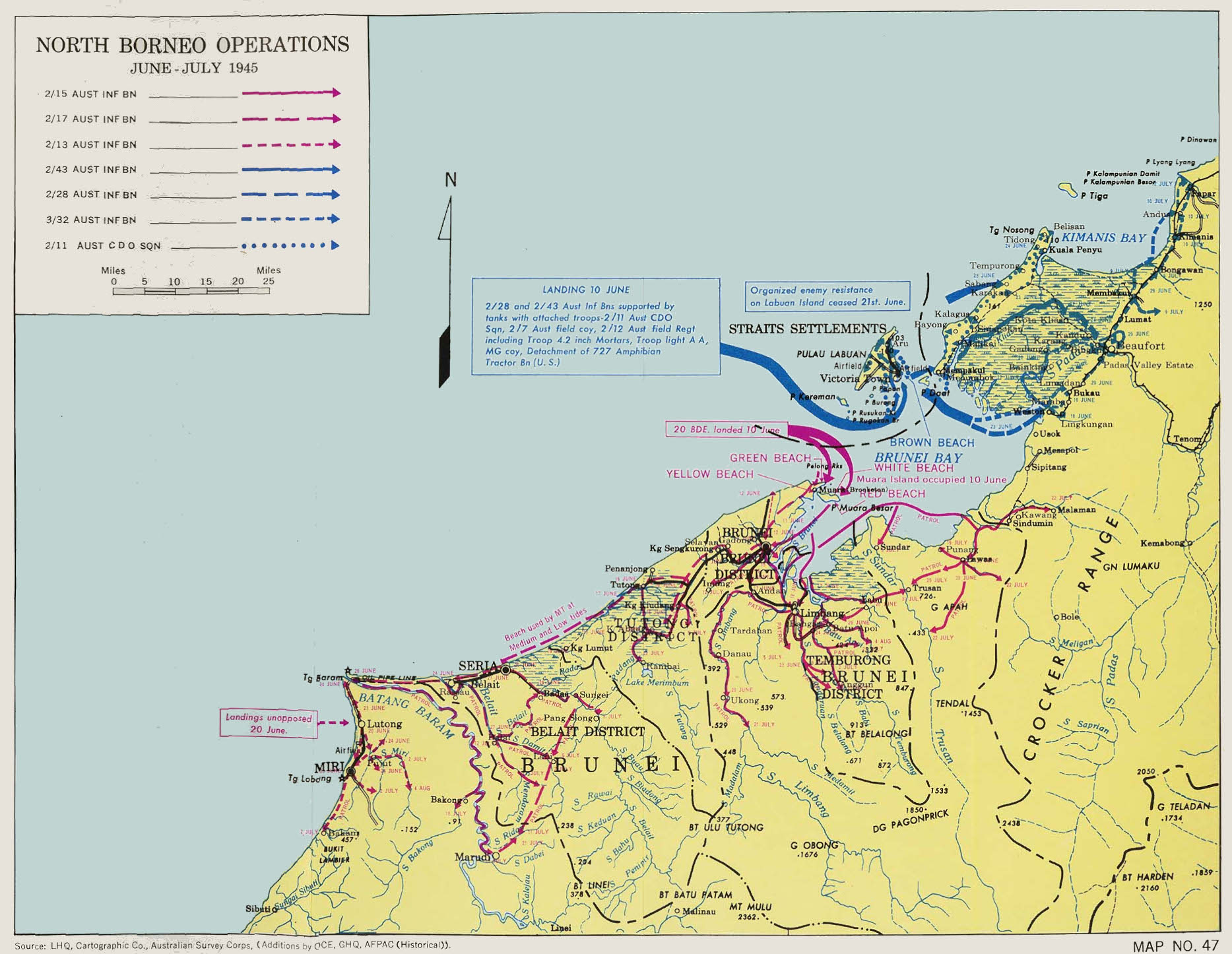
Carte montrant les mouvements des principales unités d'infanterie australiennes à Bornéo du Nord au cours de juin et juillet 1945. Labuan est l'île à la pointe de la flèche bleue.

Les plans pour l'invasion de Bornéo évoluent considérablement au cours du mois d’avril. Dans un premier temps, l'offensive est prévue pour commencer le 23 avril avec le débarquement d'une brigade de la 6e division sur l'île de Tarakan, au large de la côte est de Bornéo. La 9e division doit alors prendre d’assaut Balikpapan, puis Banjarmasin dans le Sud-Est de Bornéo. Ces positions doivent être utilisées pour soutenir l'invasion de Java par le reste du 1er corps. Mais après l’annulation de l'attaque sur Java, il est décidé d'employer deux brigades de la 7e division pour la conquête de la baie de Brunei, afin que le 1er corps puisse mener de nouveaux préparatifs depuis cette position. Cependant, le 17 avril, le quartier général de MacArthur échange les rôles de la 7e et de la 9e division. Par conséquent, le plan final de l'attaque contre Bornéo précise que l'une des brigades de la 9e division doit débarquer sur l'île de Tarakan le 29 avril, avec le reste de la division pour envahir la zone de Brunei le 23 mai. La 7e division doit prendre d’assaut Balikpapan le 1er juillet. La campagne de Bornéo est désignée phase « Oboe » de l'offensive alliée dans les Philippines du Sud et les Indes orientales néerlandaises ; les débarquements à Tarakan, Brunei et Balikpapan sont désignés respectivement opérations « Oboe One », « Oboe Six » et « Oboe Two ».
En mars 1945, la 9e division quitte l'Australie pour l'île de Morotai dans les Indes néerlandaises, où la campagne de Bornéo doit être préparée. La division a participé aux combats en Afrique du Nord et en Nouvelle-Guinée, et ses officiers ainsi que ses soldats sont aguerris et bien formés aux opérations amphibies et aux combats dans la jungle. Absentes des zones de combats depuis le début de 1944, ses unités de combat doivent cependant retrouver un moral d'acier. Un grand nombre d’unités logistiques et la Royal Australian Air Force (RAAF) sont affectées à la division pour les opérations sur la baie de Brunei, portant sa force à plus de 29 000 soldats (dont 1 097 soldats américains et britanniques).
Les derniers préparatifs pour le débarquement dans la région de la baie de Brunei se déroulent en mai 1945. Après des problèmes de logistiques qui ont conduit à des retards dans le transport maritime du 1er corps australien vers Morotai, le quartier général convient le 8 mai de reporter l'opération du 23 mai au 10 juin. L'état-major de la 9e division achève ses plans pour les opérations dans la région de la baie de Brunei, le 16 mai. La 24e brigade a la charge de capturer Labuan, et la 20e brigade est chargée de sécuriser Brunei et l'île de Muara. Les deux brigades doivent débarquer simultanément le matin du 10 juin. L'invasion de la région de la baie de Brunei doit être précédée par des attaques sur les bases japonaises et contre les infrastructures de transport à travers l’Ouest et le Nord de Bornéo menées par des unités aériennes américaines et australiennes, ainsi que par trois jours d'opérations de déminage dans la baie elle-même.

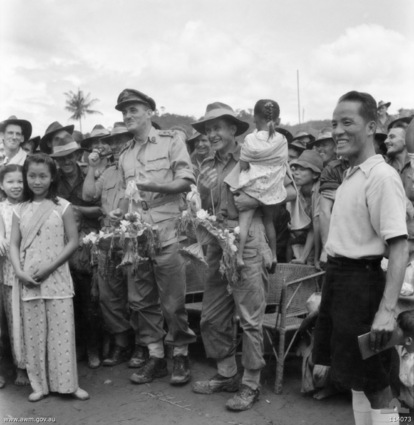
Le général Selwyn Porter à Beaufort en août 1945.

La 24e brigade est commandée par le général de brigade Selwyn Porter. Ses principales unités de combat pour les opérations sur Labuan sont les bataillons 2/28 et 2/43, l'escadron de commandos 2/11 et le régiment d’artillerie 2/12. En outre, un escadron du régiment blindé 2/9 (équipé de chars Matilda Mark II), une compagnie du bataillon de mitrailleuses 2/2 et plusieurs unités du génie, des communications et de la logistique composent également la brigade. Une partie des treize agents de la British Borneo Civil Affairs Unit (BBCAU) est également attachée à la 24e brigade et est chargée de rétablir le gouvernement colonial de l'île et de la distribution de l'approvisionnement à la population civile. Le 3e bataillon d'infanterie de la 24e brigade, le bataillon 2/32 est affecté à la force de réserve de la 9e division. Porter et le commandant du bataillon 2/28, le lieutenant-colonel Hugh Norman, ont une relation difficile qui cause des frictions entre les deux hommes et leurs QG respectifs. Porter pense relever Norman de son commandement avant le débarquement sur Labuan, car il a la conviction que ce dernier est épuisé et incapable de diriger efficacement son bataillon. Il renonce finalement devant l'insistance de Norman.
Les plans de conquête de Labuan précisent que deux bataillons d'infanterie de la 24e brigade doivent débarquer simultanément sur la plage, près de Victoria (désignée « Brown Beach ») à 9 h 45, avec le bataillon 2/28 à l’ouest de la plage et le bataillon 2/43 à l'est. L'escadron de commandos 2/11 doit demeurer en réserve à bord de la flotte d'invasion. Les principaux objectifs de la brigade sont de créer une tête de pont, de s'emparer de l'aérodrome principal (situé au nord de Victoria et désigné « No. 1 Strip » par les Australiens), de détruire la garnison japonaise, et de se préparer à la reconquête de la rive orientale de la baie de Brunei. La priorité est donnée à l'ouverture rapide du port et de l'aérodrome afin qu'ils puissent être utilisés pour de nouvelles opérations.
Porter s'attend à ce que la lutte pour les principaux objectifs s'engage rapidement après le débarquement, et décide en conséquence de commencer à débarquer son artillerie et les mortiers lourds avec les vagues d'assaut de fantassins, juste avant l'arrivée à terre des blindés. Le bataillon 2/28 doit initialement sécuriser Victoria et Flagstaff Hill au nord de sa position, tandis que le bataillon 2/43 est chargé de prendre le contrôle de l'aérodrome. Une fois ces zones aux mains des Australiens, le bataillon 2/28 doit sécuriser la partie ouest de l'île tandis que l'escadron de commandos 2/11 a pour mission de reprendre aux Japonais la rive ouest du port de Victoria. En raison du manque d'hommes dans l'armée australienne, toutes les unités de la 9e division reçoivent l'ordre de minimiser leurs pertes durant la campagne de Bornéo et les commandants d'unité doivent se reposer fortement sur le soutien aérien et à l'artillerie au cours des opérations. Les Australiens estiment que la garnison japonaise sur Labuan comprend 650 membres : 400 soldats des forces aériennes, 100 troupes navales et 150 autres chargés des communications.

### Préparatifs japonais

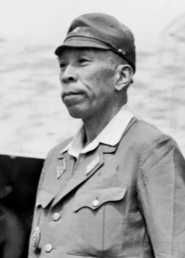
Le lieutenant-général Masao Baba, commandant de la.

Comme les Alliés avancent vers Bornéo, des unités supplémentaires sont envoyées depuis le Japon au cours de la seconde moitié de 1944 et la 37e armée est créée en septembre pour coordonner la défense de l'île. En décembre 1944, l'état-major japonais estime probable un débarquement de troupes australiennes en différents points stratégiques sur les côtes est et ouest de Bornéo dans le courant du mois de mars 1945 (date à laquelle ils estiment que les forces armées des États-Unis auront libéré les Philippines). En conséquence, plusieurs unités japonaises stationnées dans le Nord-Est de Bornéo reçoivent l’ordre de marcher vers la côte ouest de Bornéo. Ces dernières avancent lentement, en raison des distances et des perturbations causées par les attaques aériennes alliées.
En juin 1945, environ 550 militaires japonais sont stationnés sur Labuan. L'unité principale de l'île est le 371e bataillon d'infanterie indépendant (presque dans son intégralité, sauf pour une compagnie située ailleurs) avec une force d'environ 350 soldats. Ce bataillon, commandé par le capitaine Shichiro Okuyama, fait partie de la 56e brigade mixte indépendante, qui est arrivée à Tawau dans le Nord-Est de Bornéo depuis le Japon en juillet 1944 avec six bataillons d'infanterie. Au début de 1945, prenant la responsabilité de la défense de la baie de Brunei, le quartier général de la brigade, le 371e bataillon d'infanterie indépendant et trois autres bataillons marchent à travers l'île. La plupart des soldats de la 56e brigade mixte indépendante tombent malades pendant le mois de mars, et les quatre bataillons de combat sont considérablement en deçà de leurs effectifs nominaux au moment où ils arrivent dans la baie de Brunei,. Un détachement d'environ 50 hommes du 111e bataillon Airfield est également sur Labuan, avec environ 150 hommes affectés à d'autres petites unités. Conformément à la doctrine japonaise, la garnison de Labuan ne fait pas de préparatifs spécifiques pour contrer le débarquement lui-même. Au lieu de cela, elle construit des positions défensives à l'intérieur de l'île. Des documents saisis par les soldats australiens pendant les combats sur Labuan indiquent qu’Okuyama a également reçu des instructions pour tenter de retirer ses forces de l'île si la bataille tournait en sa défaveur.

## Bataille

### Opérations préparatoires

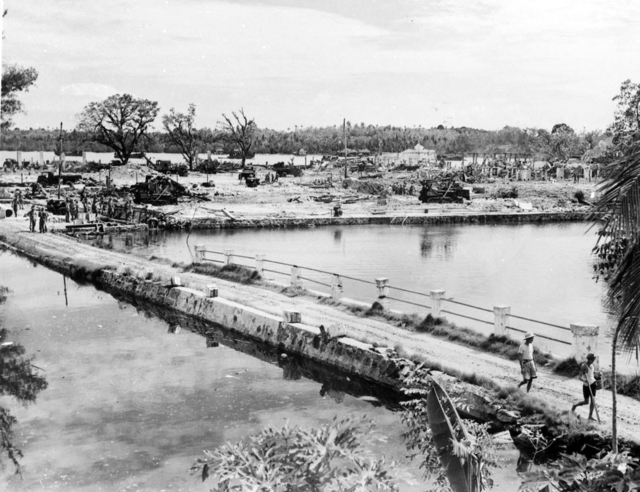
La ville de Victoria en ruine après avoir subi l'attaque des avions et des navires de guerre alliés.

Les unités aériennes australiennes et américaines commencent leurs attaques avant l'invasion sur le Nord de Bornéo à la fin mai. La première attaque sur la zone de la baie de Brunei a lieu le 3 mai, et comprend un raid ciblant la ville de Victoria sur Labuan. Un grand nombre d'autres attaques est mené pour détruire les aérodromes japonais et d'autres installations dans le Nord-Ouest et le Nord-Est de Bornéo. Les plans d'invasion de la baie de Brunei prévoient que le débarquement doit être appuyé par des avions basés à Tarakan, mais des retards dans la reconstruction de l'aérodrome ne le permettent pas, ce qui réduit l'ampleur des bombardements précédant l’invasion.
Les dragueurs de mines de l’United States Navy commencent leurs activités dans la baie de Brunei le 7 juin, et une flottille de quatre croiseurs et sept destroyers (dont un croiseur léger et un destroyer australien) servent de force de couverture. L'opération de déminage est un succès, malgré la perte de l’USS Salute qui heurte une mine le 8 juin et coule entraînant la mort de quatre marins. Les équipes de démolition sous-marines scrutent toutes les plages du débarquement le 9 juin, afin de chercher les obstacles éventuels qui pourraient entraver la progression des engins de débarquement. Les équipes affectées au nettoyage des obstacles au large de Labuan sont par ailleurs menacées par une attaque non autorisée sur l'île menée par une force américaine de bombardiers lourds Consolidated B-24 Liberator. Après le débarquement, le 10 juin, des avions américains de la 13e Air Force volant depuis une base sur l'île de Palawan aux Philippines fournissent un appui aérien rapproché aux forces sur Labuan jusqu'à ce que les unités de la RAAF basées sur l'île soient prêtes à prendre la relève.
Le Services Reconnaissance Department (SRD) australien recueille également des renseignements sur Labuan et d'autres parties de la baie de Brunei en mai. Le 1er mai, plusieurs avions Consolidated PBY Catalina de la RAAF transportant du personnel du SRD survolent Labuan. Ces avions atterrissent plus tard près de deux praos locaux dont les équipages sont interrogés ; deux marins sont transportés vers une base alliée pour un nouvel interrogatoire. Le 15 mai deux Malais travaillant pour le SRD sont débarqués dans la baie de Brunei par un Catalina. Ces derniers naviguent vers Labuan à bord d'un prahu ; ils recrutent un civil originaire de Labuan, avant d’être extraits par un Catalina près du village de Kampong Mengalong sur le continent le 19 mai. Les renseignements ainsi accumulés permettent aux Australiens de disposer d’une bonne connaissance de la géographie et des infrastructures de Labuan. En outre, des civils qui avaient été recrutés par deux équipes des opérations de reconnaissance menées par le SRD (qui avait été parachutées à Bornéo au cours du mois d’avril) fournissent des renseignements sur la taille et les mouvements de la garnison japonaise de Labuan.
Le Task Group 78.1 du contre-amiral Forrest B. Royal est chargé de transporter les troupes australiennes vers Bornéo,. En tout, ce sont 33 500 hommes et 49 500 tonnes de matériel qui doivent être débarqués dans le cadre de l'opération Oboe Six. Durant les derniers jours de mai, la 9e division commence à embarquer à Morotai sur les navires chargés de la transporter vers la baie de Brunei, et entreprend des répétitions du débarquement. En raison d'une pénurie de navire de transport, ceux disponibles sont lourdement chargés et les soldats endurent des conditions de vie à bord difficiles en ne disposant que d'espaces exigus et chauds pendant les dix jours qui précèdent le débarquement. L’historien australien Gavin Long écrit plus tard que pour de nombreux soldats, ces conditions « étaient aussi inconfortables que n'importe laquelle des expériences qui ont suivi » pendant la campagne,. Le convoi composé de 230 navires quitte Morotai le 4 juin. La 24e brigade est transportée par une grande variété de navires de débarquement : deux grands LSIs australiens, le HMAS Manoora et le HMAS Westralia, ainsi que le cargo d'attaque USS Titania, le LSD USS Carter Hall, dix LSTs, cinq LCIs et sept LSMs de la Marine des États-Unis. Un total de 38 petits LCVPs et 26 LCMs est également affecté pour débarquer la brigade une fois arrivée à Labuan,. En raison des récifs coralliens qui entourent l'île, les premières vagues d'assaut débarquent sur les LVTs du 727e bataillon de tracteurs amphibies de l'armée américaine. Le convoi transportant la 9e division quitte Morotai le 4 juin et arrive dans la baie de Brunei avant l'aube le 10 juin. Le corps principal du convoi s’ancre au large de Labuan, et le reste dans la baie de Brunei. Un avion japonais largue une bombe près de deux des navires de transport au large de Labuan à 6 h 51, mais elle ne cause aucun dégât.

### Débarquement et premiers combats

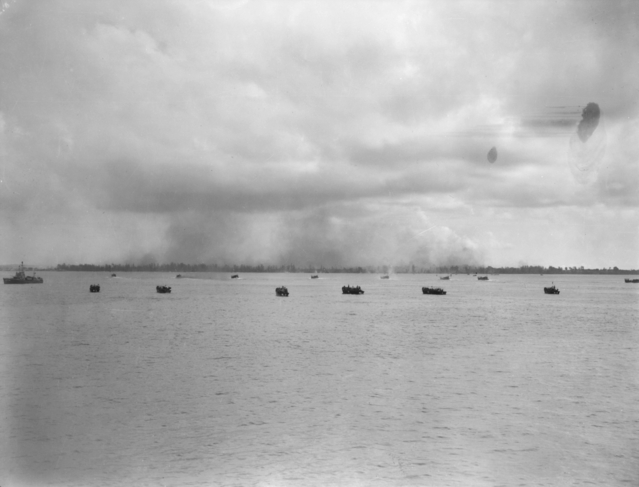
Les navires de soutien au large de l'ile de Labuan lors du débarquement.

| Photo en noir et blanc d'un navire de débarquement au pont rempli de soldats · Photo en noir et blanc de soldats débarquant d'un navire sur une plage |

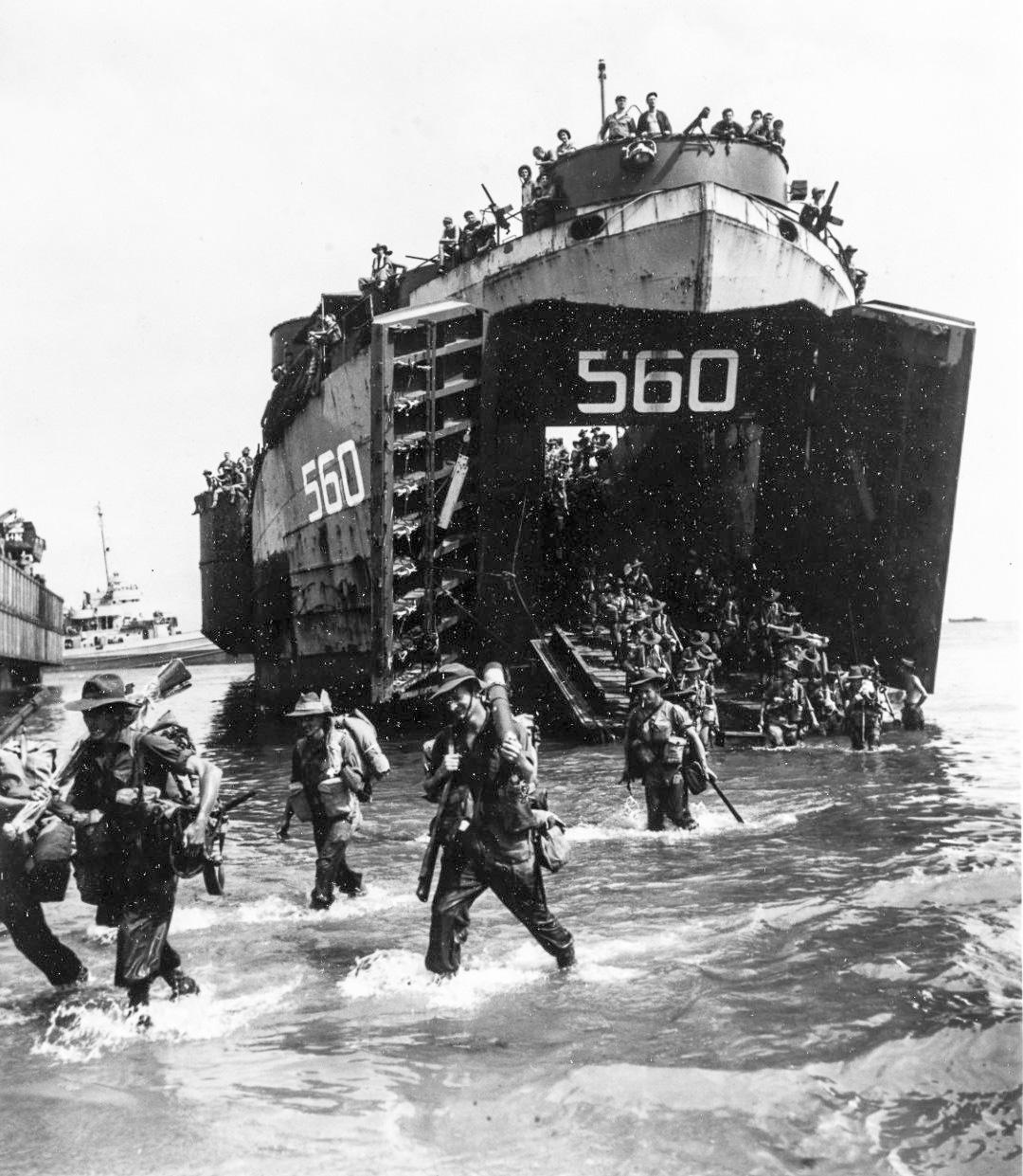
Des soldats australiens débarquant sur la plage de Labuan depuis l'USS LST-560, le 10 juin 1945.

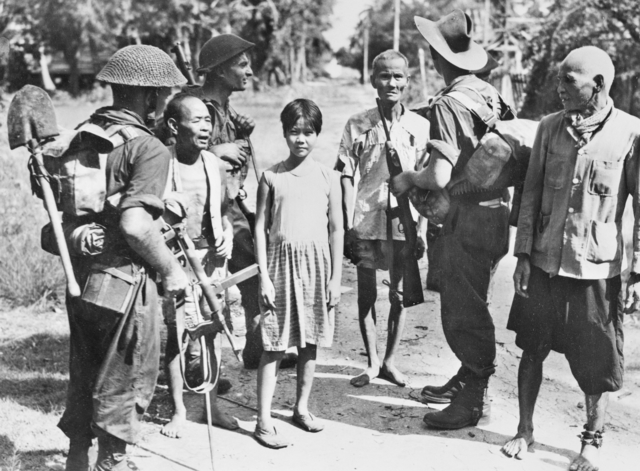
Des soldats australiens avec quatre civils sur Labuan.

Le Task Group 78.1 débarque les troupes sous la couverture du Task Groupe 74.3 du contre-amiral Russell S. Berkey. Ce dernier est composé de vingt-trois destroyers dont le HMAS Arunta, de trois croiseurs dont le HMAS Hobart, de trois frégates, les HMAS Hawkesbury, HMAS Barcoo et HMAS Lachlan et de douze torpilleurs,. Le débarquement des troupes d'assaut à Labuan se déroule sans véritable résistance. La flotte alliée commence à bombarder la zone de débarquement à 8 h 15, et sept bombardiers B-24 Liberator australiens larguent des bombes antipersonnel dans la zone située derrière la tête de pont prévue,. Aucune force japonaise ne s’oppose au débarquement des premières troupes d'assaut des deux bataillons qui touchent terre, et le débarquement des vagues ultérieures d'infanterie et des chars se déroule également sans opposition. Le bataillon 2/43 avance rapidement au nord et capture « No. 1 Strip » dans la soirée du 10 juin. Quelques soldats japonais tentent de défendre la zone de l'aérodrome, et le bataillon 2/43 précise avoir tué 23 Japonais et perdu quatre Australiens blessés.
Une compagnie du bataillon 2/28 libère Victoria peu après le débarquement, alors que le bataillon rencontre une première opposition à Flagstaff Hill à 10 h 45. L'une des compagnies du bataillon chasse ensuite l'ennemi de la colline, tandis que ses autres compagnies continuent de progresser. Le bataillon 2/28 rencontre une résistance croissante alors que la journée avance, en particulier à l'ouest de sa zone d'engagement. Au cours de l'après-midi du 10 juin, dans la région ouest de Flagstaff Hill, à la jonction des routes Callaghan et MacArthur, le combat s'engage entre des troupes japonaises et les fantassins du bataillon, soutenus par des chars et des mortiers ; à la fin de la journée, les Australiens comptent plusieurs morts et des blessés dans leurs rangs et 18 Japonais ont été tués. Des civils rapportent qu'aucun Japonais n'est stationné sur la péninsule d'Hamilton qui forme la rive ouest du port de Victoria. Une troupe de l'escadron de commandos 2/11 débarque alors dans le courant de la journée du 10 juin, et prend le contrôle de la péninsule sans combattre.
Au cours de l'après-midi du 10 juin un groupe d'officiers supérieurs, dont le général Douglas MacArthur, son commandant pour les forces aériennes, le général américain George Kenney, le lieutenant-général australien Leslie Morshead et le Air vice-marshal William Bostock (chef du RAAF Command), effectue une tournée d'inspection de la tête de pont à Labuan,. MacArthur insiste pour voir les soldats australiens en action, et le groupe visite alors un groupe de fantassins de première ligne avant de partir. Le processus de déchargement du matériel et des fournitures par la flotte d'invasion se poursuit rapidement pendant le 10 juin, et les navires commencent à partir pour Morotai dans le courant de l'après-midi du 11 juin.
Le 11 juin, l’objectif de la 24e brigade est de sécuriser la zone de l'aérodrome. Le bataillon 2/43 patrouille au nord et à l'ouest de l'aérodrome pendant la journée, ne rencontrant qu’une faible opposition. En revanche, le bataillon 2/28, chargé d’avancer dans l'intérieur des terres, rencontre des forces japonaises retranchées, et comprend rapidement qu'il fait face au corps principal de la garnison de l'île. Norman manœuvre ses compagnies pour repousser les Japonais, mais la progression est lente. Les ingénieurs de la 62e escadre de la RAAF débarquent le 11 juin pour travailler à la remise en service du « No. 1 Strip » ; la reconstruction de l'aérodrome commence le jour suivant,.
Sur la base des combats du 11 juin, Porter estime que les Japonais vont se replier sur une position forte située au nord de Victoria et à environ 1 km à l'ouest de l'aérodrome,. Le 12 juin, il ordonne à deux bataillons de patrouiller autour de cette zone. Le bataillon 2/43 se dirige vers l'intérieur de l'île à l'ouest du « No. 1 Strip », mais il ne localise qu’une petite position japonaise. Cette position est attaquée et détruite ce jour-là par la compagnie C du bataillon 2/43 soutenue par trois chars. Le bataillon 2/28 envoie des patrouilles en direction de la position de repli des Japonais, tandis qu'une de ses compagnies, soutenue par un groupe de chars, rencontre une résistance importante en progressant vers l'ouest, le long d'une piste, du côté de MacArthur Road. L'escadron de commandos 2/11 avance aussi au nord, et, à la fin de l'après-midi, près du centre de Labuan, fait la jonction avec des éléments du bataillon 2/43. Une attaque aérienne détruit la radio principale du 371e bataillon indépendant d'infanterie japonais, isolant celui-ci du quartier-général de la 37e armée. En fin de journée, la 24e brigade compte 18 tués et 42 blessés, et les Australiens évaluent les pertes ennemies à au moins 110 combattants. Les informations rapportées par les divers détachements de soldats permettent aux forces australiennes d'établir une carte des positions japonaises. Bien que débarqué sur Labuan dans la journée du 12 juin, le bataillon 2/32 demeure en réserve de la division.
Les 13 et 14 juin, la 24e brigade poursuit ses opérations contre la position retranchée japonaise, que les Australiens surnomment « la Poche ». Le bataillon 2/43 sécurise la piste d'atterrissage d'urgence à Timbalai sur la côte ouest de Labuan le 13 juin, et des éléments du bataillon 2/28 continuent leur progression à l'ouest dans « la Poche », le long de la route MacArthur. Le lendemain, le régiment d’artillerie 2/12 pilonne « la Poche ». 250 obus sont tirés pour faciliter l'assaut d'une compagnie du bataillon 2/28, mais une forte résistance nippone contraint celle-ci à battre en retraite. Porter et son état-major conviennent alors que seule une attaque en force bien coordonnée viendra à bout de la dernière poche de résistance japonaise.
Après le débarquement, le détachement du BBCAU et la 24e brigade se retrouvent également confrontés à un important défi : la prise en charge d'une forte population de sans-abri — les attaques navales et aériennes alliées ont détruit presque tous les bâtiments sur Labuan. Quelques jours après l'invasion, environ 3 000 civils sont logés dans une enceinte à l'intérieur de la tête de pont. Les équipes du BBCAU débordées sont assistées par des soldats de la 24e brigade, chargés entre autres du transport de l'approvisionnement.

### Destruction de la garnison japonaise

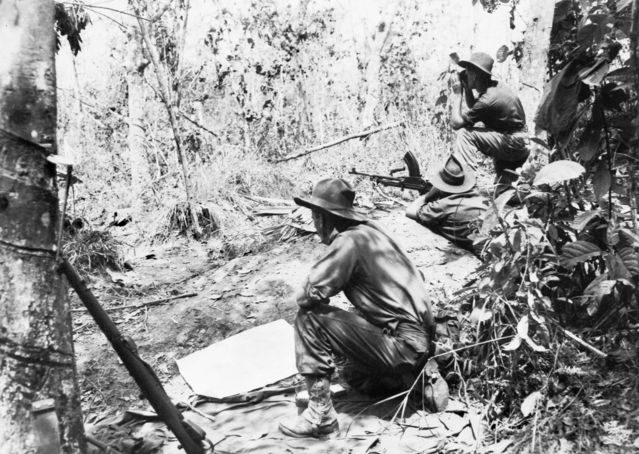
Une position de fusil mitrailleur BREN du bataillon 2/23.

La poche de résistance japonaise s'étire sur environ 1 100 m du nord au sud, et 550 m d'est en ouest. Le terrain dans cette zone comprend une série de petites crêtes recouvertes de jungle, et la position est bordée sur ses côtés ouest et sud par des marécages. Les terrains au sein de la poche sont principalement composés de trois zones de hautes terres nommées « Lushington Ridge », « Norman Ridge » et « Lyon Ridge » par les Australiens. Il n'y a que deux voies d'accès à la zone. La première est une piste qui conduit au sud de la position le long de Lyon Ridge et Norman Ridge. Elle peut être empruntée par des chars, mais elle est fortement minée. L'autre voie est une piste qui court dans la partie orientale de la poche depuis la route MacArthur le long de Lushington Ridge et rejoint l'autre piste à Norman Ridge. Le nombre de soldats japonais au sein de la poche est estimé à 250.
Afin de minimiser les pertes dans sa brigade, Porter décide d'isoler la poche avec deux compagnies d'infanterie tandis qu'un lourd barrage d'artillerie pilonne la zone pendant plusieurs jours. Il retarde tout assaut tant qu'il estime que les Japonais sont en mesure de résister efficacement. Dans le cadre de ce plan, le régiment d'artillerie 2/12 tire 140 tonnes d'obus sur la poche entre le 15 et le 20 juin.
Le bataillon 2/28 commence à sonder la poche le 16 juin. La veille, une patrouille de l'escadron de commandos 2/11 avait signalé que la piste le long de Lyon Ridge serait praticable par les chars si un cratère de bombe était comblé, et le matin du 16 la compagnie A du bataillon 2/28 accompagnée de trois chars et d’un bulldozer commence à manœuvrer vers le sud le long de la piste. Après que le bulldozer a rempli le cratère, la force continue le long de Lyon Ridge, mais elle est coincée par le feu nourri des troupes japonaises sur Eastman Spur au sud-est de la crête. Un des chars australiens est endommagé. Une tentative ultérieure menée par une section de l'escadron de commandos 2/11 pour avancer vers Eastman Spur à l'est de la compagnie A est également refoulée, avec deux Australiens tués et un autre blessé. La compagnie A reprend son avancée au cours de l'après-midi, soutenue par de nouveaux chars. Les trois chars se placent en tête de l'infanterie, et tuent huit ou dix soldats japonais, mais l’un d’eux est endommagé par une bombe et un autre s’embourbe. À la fin de la journée, la compagnie A déplore 5 tués et 23 blessés. 150 patients ont été admis dans les unités médicales attachées à la 24e brigade le 16 juin, réduisant d'autant ses capacités.
En raison des pertes subies par sa brigade le 16 juin, Porter décide de poursuivre le bombardement avant d'entreprendre de nouvelles attaques. Les 18 et 19 juin, le bombardement de la zone ennemie s’intensifie encore lorsque le croiseur lourd HMAS Shropshire entre en action,. Les fantassins soutenus par des chars procèdent à une nouvelle opération de repérage dans la poche le 19 juin lors de laquelle 10 Japonais sont tués et trois Australiens blessés. Le 20 juin, le régiment d’artillerie 2/12 effectue un bombardement particulièrement lourd et six bombardiers alliés interviennent. Porter estime alors que les défenses japonaises sont suffisamment affaiblies, et ordonne l’attaque de la poche pour le lendemain avec deux compagnies du bataillon 2/28 appuyées par des chars (y compris les variantes lance-flammes « Frogg » du Matilda II).

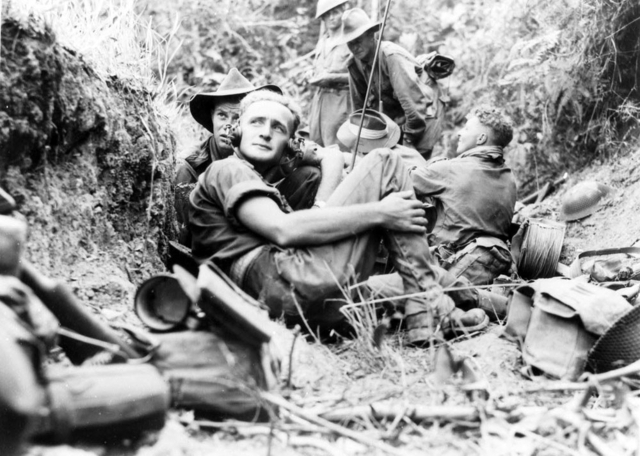
Des soldats d'une compagnie australienne d'infanterie à Labuan le 26 juin.

Durant les premières heures du 21 juin une force d'environ 50 soldats japonais se glisse hors de la poche et tente d'attaquer les positions australiennes. Différents groupes de soldats japonais attaquent un camp de prisonniers de guerre, les installations portuaires et le « No. 1 Strip », mais toutes les offensives sont repoussées par les troupes australiennes et américaines chargées de la logistique et du génie. Au total, 32 soldats japonais sont tués autour de Victoria, et 11 autres près de l'aérodrome. Trois Américains et deux Australiens sont tués lors de ces combats.
L'attaque japonaise ne retarde cependant pas l'assaut australien. À 10 h, le 21 juin, la compagnie C du bataillon 2/28 commence à avancer vers l'ouest le long de Lushington Ridge, et la compagnie D manœuvre au sud d’Eastman Spur. La compagnie D est soutenue par une troupe de trois chars Matilda classiques et deux Frog lance-flammes. La compagnie C parcourt environ la moitié du chemin dans la poche avant d'être arrêtée par Norman qui craint que cette dernière ne soit accidentellement attaquée par la compagnie D, qui avance également rapidement. La force construite autour de la compagnie D achève par la suite l'occupation de la poche, les chars lance-flammes jouant un rôle important. Les soldats japonais qui ont survécu au bombardement d'artillerie offrent peu de résistance aux forces australiennes. La 24e brigade évalue à 60 le nombre de soldats japonais tués dans l'assaut final, et à 117 tués lors du bombardement d'artillerie qui l'a précédé,.
À partir du 21 juin, l'escadron de commandos 2/12, qui était en réserve de la 9e division, a pour mission d'effectuer des patrouilles sur les zones périphériques de Labuan pour les nettoyer de toutes les forces japonaises résiduelles. Chaque troupe de l'escadron est affectée à un secteur différent de Labuan, et à la mi-juillet, l’unité a achevé sa tâche. Au cours de ces patrouilles, l'escadron a tué 27 soldats japonais, principalement en repoussant un raid contre le BBCAU le 24 juin, et fait un unique prisonnier,. L’escadron de commandos 2/12 est ensuite chargé d’entreprendre des travaux topographiques afin d'améliorer la qualité des cartes de l'île. Le bilan des pertes de la 24e brigade s'élève à 34 tués et 93 blessés. Les soldats australiens dénombrent 389 Japonais morts et 11 prisonniers.

## Opérations postérieures

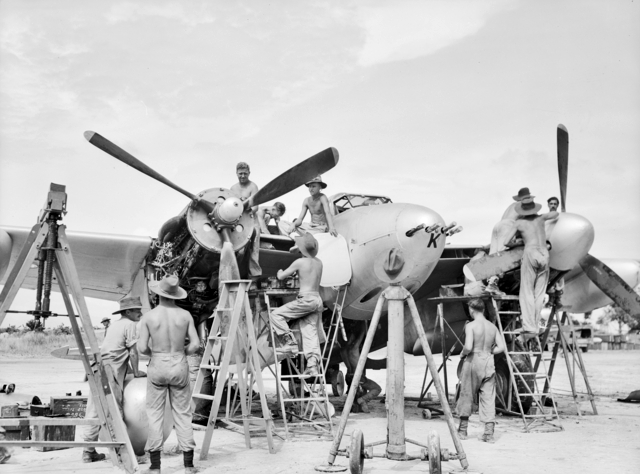
Un Mosquito du No. 1 Squadron RAAF en cours de maintenance à Labuan en août 1945.

### Labuan
La remise en service de l'aérodrome se déroule bien. Les 4e et 5e escadrons de construction aéroportuaire de la RAAF sont assignés à cette tâche. Une piste temporaire sans revêtement de 1 220 m par 30 m est construite avec un angle de 5° par rapport à l’ancienne piste. Les premiers avions de la RAAF, deux Curtiss P-40 Warhawk du 76e escadron de la RAAF, atterrissent sur la piste le 17 juin, et débutent leurs opérations depuis cette nouvelle base dès le lendemain. Le 457e escadron de la RAAF, qui est équipé de Spitfires, arrive le 18 juin, mais deux de ses avions s’écrasent sur la piste encore inachevée et doivent être abandonnés. Les unités basées à l'aérodrome ont la responsabilité de fournir un soutien aérien aux unités de l'armée sur Labuan et effectuent leurs premières sorties sur l'île le 19 juin. La 86e escadre de la RAAF, composée de deux unités : le 1er escadron de la RAAF et le 93e escadron de la RAAF, arrive également sur Labuan à la fin du mois de juillet, mais elle ne peut mener que quelques opérations depuis cette base avant la fin de la guerre. Elle devait initialement opérer depuis Labuan dès la fin du mois de juin, mais il a fallu plus longtemps que prévu pour prolonger la piste no 1 à la longueur nécessaire pour les bombardiers légers Mosquitos du 1er escadron de la RAAF.
Pour reconstruire la piste no 1 et la rendre utilisable par tous types de temps, les Australiens doivent pomper l'eau dans les cratères de bombes puis les combler. Le grès d’une carrière au Nord de Labuan est utilisé avec de l’argile et une sous-base de sable pour combler les trous et du corail concassé issu de la côte ouest de l’île est enrobé avec du bitume pour recouvrir le tout. Les 1 500 m de la piste comptent 70 aires de stationnement protégées pour les avions. Avec 70 places supplémentaires à l’air libre, la base aérienne peut accueillir 140 avions. Les ingénieurs de la 9e division entreprennent également un large éventail de projets de construction sur Labuan. Cela comprend notamment 33 100 m2 de bâtiment de stockage, de nouvelles installations portuaires, des ponts et des réservoirs de carburant ainsi que le surfaçage de 47 km de routes,. La construction d’un quai pour accueillir les navires Liberty ship débute le 18 juin, et permet l’accostage d’un premier navire le 10 juillet. Un débarcadère de carburant est opérationnel le 20 juin, et un parc de sept réservoirs de carburant de 270 000 litres est achevé le 12 juillet, tout comme un premier hôpital de 600 lits. Un hôpital général de 1 200 lits est alors mis en chantier. Les unités médicalisées Australian General Hospitals 2/4 et 2/6 sont transférées de Morotai à Labuan en juillet, bien que l’ensemble des installations hospitalières ne soient pas terminées avant le 17 septembre.

### Fin des combats

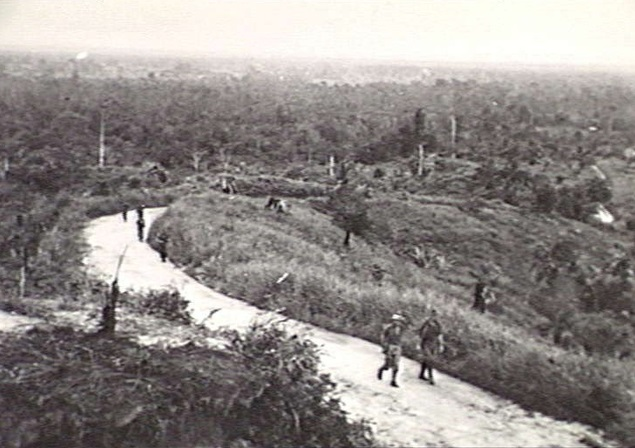
Une patrouille du bataillon d'infanterie australien 2/13 autour de Miri, à l'ouest de Brunei, en août 1945.

Une fois Labuan sécurisée, la 24e brigade est chargée de capturer la rive orientale de la baie de Brunei. Le 16 juin, le bataillon 2/32 est transporté de Labuan à Padas Bay. Le bataillon prend la ville de Weston le lendemain,. Le reste de la 24e brigade est transporté à travers la baie au cours de la dernière semaine de juin, et la force avance à l'intérieur des terres pour reprendre la ville de Beaufort qui est défendue par  800 à 1 000 soldats japonais. Après quelques combats intenses, la ville passe sous le contrôle des forces alliées le 28 juin. La brigade continue à l'intérieur des terres et atteint Papar au début du mois de juillet. Après la capture de Papar, les Australiens cessent leurs offensives sur Bornéo et la situation demeure en grande partie statique jusqu'à ce qu'un cessez-le-feu entre en vigueur à la mi-août. Plus tard, courant juillet, le commandant de la 9e division, le général George Wootten, relève Norman de son commandement à la suite d’un incident au cours duquel Norman a perdu le contrôle du bataillon 2/28 pendant les combats sur Labuan.
Parallèlement aux opérations aux Philippines et à Bornéo dans le Pacifique sud, les Alliés poursuivent leur stratégie du saute-mouton dans le Pacifique nord et se rapprochent du Japon. À mi-chemin entre les Mariannes et le Japon, la prise d'Iwo Jima permettra de disposer d'une base pour soutenir les bombardements stratégiques contre le Japon. La bataille d'Iwo Jima commence le 19 février, mais il faut plus d'un mois aux Américains pour conquérir l’île défendue par 21 000 hommes,. Après sa conquête le 26 mars, la route du Japon passe obligatoirement par Okinawa qui doit servir de base pour un débarquement amphibie sur les principales îles. L'invasion d'Okinawa débute le 1er avril et surpasse toutes les opérations antérieures dans le Pacifique. L'armada de la 5e flotte est composée de 1 300 navires et emporte 180 000 hommes dont la 10e armée de Buckner qui débarque sur une île défendue par 100 000 Japonais. La Marine japonaise, désespérée, lance en vain l'opération Ten-Gō le 7 avril. La conquête d'Okinawa se déroule dans un bain de sang. L'île est finalement prise le 22 juin 1945, mais on dénombre des dizaines de milliers de morts japonais tant civils que militaires. Ces deux batailles coûtent la vie à 25 000 soldats alliés alors que le Japon ne semble toujours pas prêt à se rendre. Et alors que l’opération Downfall est en cours de préparation, les bombardements atomiques d'Hiroshima et Nagasaki mettent définitivement le Japon à genoux. Après l'annonce de la capitulation du Japon le 15 août 1945 et la cérémonie officielle tenue dans la baie de Tokyo, le 2 septembre, le commandant de la 37e armée, le général Masao Baba, se rend à Wootten le 10 septembre lors d'une cérémonie se déroulant au quartier général de la 9e division à Labuan.

## Conséquences

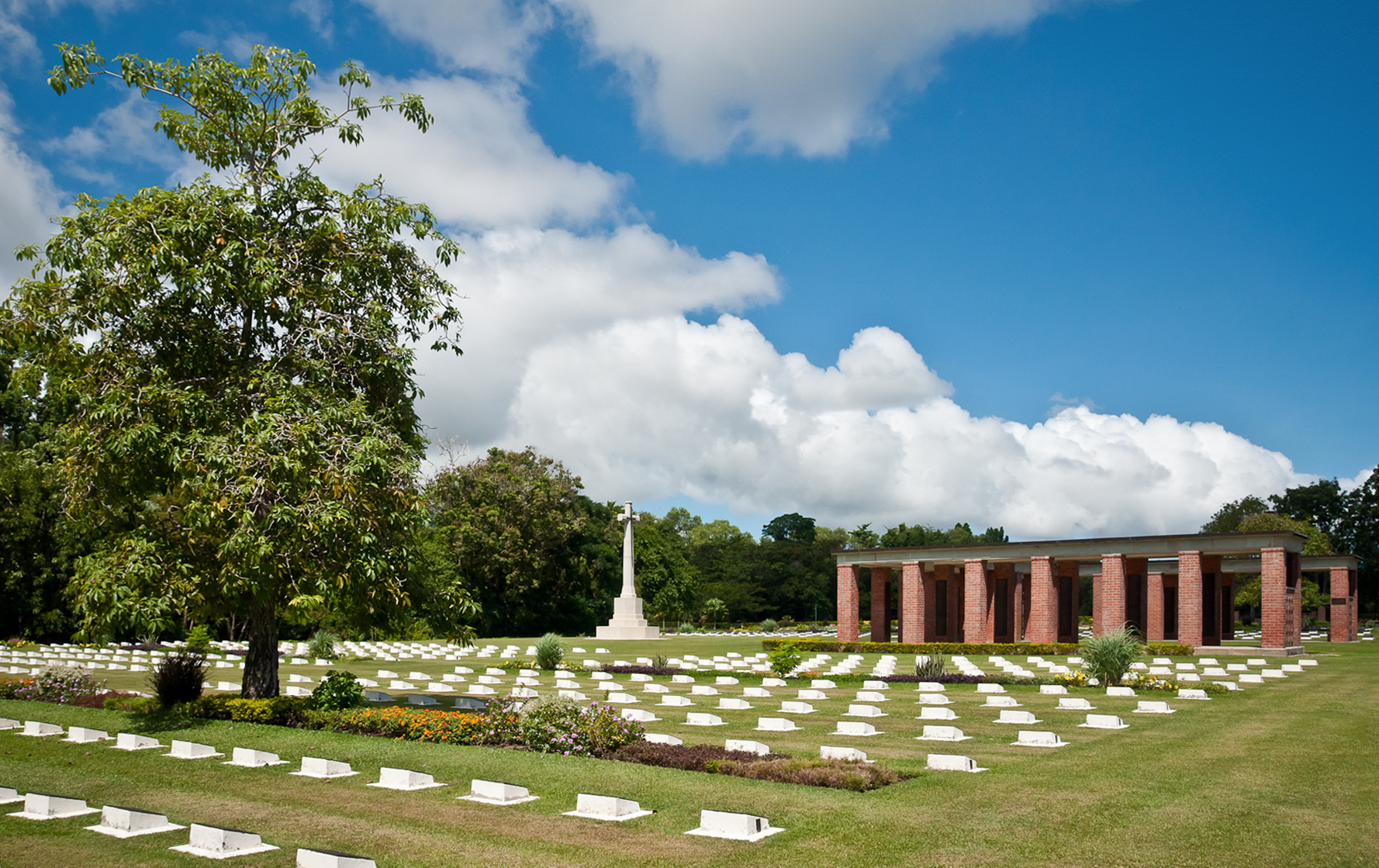
Une partie du cimetière de guerre de Labuan en 2011.

Selon le général MacArthur, l'opération Oboe Six, qui a pris l'armée japonaise par surprise dans la baie de Brunei et à Labuan, a été parfaitement menée à bien. Un déploiement rapide et massif des forces alliées a permis de surclasser des troupes de défense japonaises isolées. Entre le début de l'opération et la fin de la guerre, les combats ont entraîné en tout, aussi bien à Labuan que dans le reste de la baie de Brunei, la mort de 119 Australiens et huit Américains, et fait 276 blessés dont 55 soldats américains. De leur côté, les Japonais dénombrent 1 375 morts et évaluent à 130 leurs soldats faits prisonniers.
Sur le plan tactique, les Australiens ont démontré leur capacité à conduire des opérations amphibies. Les opérations de la campagne de Bornéo sont les opérations militaires combinées les mieux planifiées et exécutées de l'armée australienne, ce qui accroît d'autant plus l'importance de leur soutien attendu lors de l'opération Downfall. Sur le plan stratégique, dans un contexte politique où les Australiens cherchent à s'affranchir de leur dépendance vis-à-vis des Américains et à appliquer leur stratégie nationale, la nécessité des opérations à Bornéo interroge encore les historiens. À la suite de la capitulation du Japon, l'invasion de celui-ci prévue par les Alliés est annulée et, par conséquent, les gains stratégiques acquis avec la capture du Nord-Bornéo n’ont plus de réelle valeur. Dans une certaine mesure, cela a conduit, en Australie, à estimer que les opérations Oboe ainsi que les campagnes d'Aitape-Wewak, de Bougainville et de la Nouvelle-Bretagne n’étaient pas nécessaires et la cause de pertes inutiles.
Après la guerre, Labuan est l'un des endroits où l'armée australienne mène des procès en vue de poursuivre les présumés criminels de guerre japonais. Un total de 16 procès se déroule sur l'île entre le 3 décembre 1945 et le 31 janvier 1946, au cours desquels 128 hommes sont reconnus coupables et 17 acquittés. Un cimetière de guerre est également établi à Labuan pour accueillir les sépultures de l'ensemble du personnel du Commonwealth tué sur ou près de Bornéo. Il comprend plus de 3 900 tombes, dont la plupart sont celles de prisonniers de guerre morts captifs des Japonais.
Plusieurs mémoriaux sont également érigés sur Labuan afin de commémorer les épisodes de la Seconde Guerre mondiale. Ceux-ci incluent notamment l’Australian Battle Exploit Memorial à Brown Beach, une plaque commémorant la cérémonie de reddition de la 37e armée et un parc de la paix japonais.